# Euchromadora stateni
Euchromadora stateni is een rondwormensoort uit de familie van de Chromadoridae. De wetenschappelijke naam van de soort is voor het eerst geldig gepubliceerd in 1930 door Allgén.